# Christian Bachschuster
Christian Hubert Bachschuster (* 9. November 1907; † 5. November 2000) war ein deutscher Fabrikant.

## Leben
Bachschuster war Inhaber des Metallwerks Christian Bachschuster KG in Köln-Ehrenfeld, die zu den wichtigen deutschen Nichteisenmetall (NE)-Gießereien gehörte. Er war Vorstandsmitglied des Gesamtverbandes Deutscher Metallgießereien sowie der Wirtschaftsvereinigung NE.
Am 21. Oktober 1993 wurde in der Schweiz die Christian Bachschuster Stiftung Jona gegründet: Die Stiftung bezweckt die finanzielle Unterstützung wohltätiger Einrichtungen, welche ihrerseits benachteiligte Kinder und Jugendliche ungeachtet von Nationalität und Rasse unterstützen. In geeigneten Fällen können finanzielle Leistungen auch direkt an Kinder und Jugendliche erfolgen.
Bachschuster war verheiratet mit Margareta geborene Gehring (1902–1988). Er starb 2000 vier Tage vor seinem 93. Geburtstag. Die Familiengrabstätte befindet sich auf dem Kölner Friedhof Melaten.

## Ehrungen
- 1968: Großes Verdienstkreuz der Bundesrepublik Deutschland